# Francesco Londonio

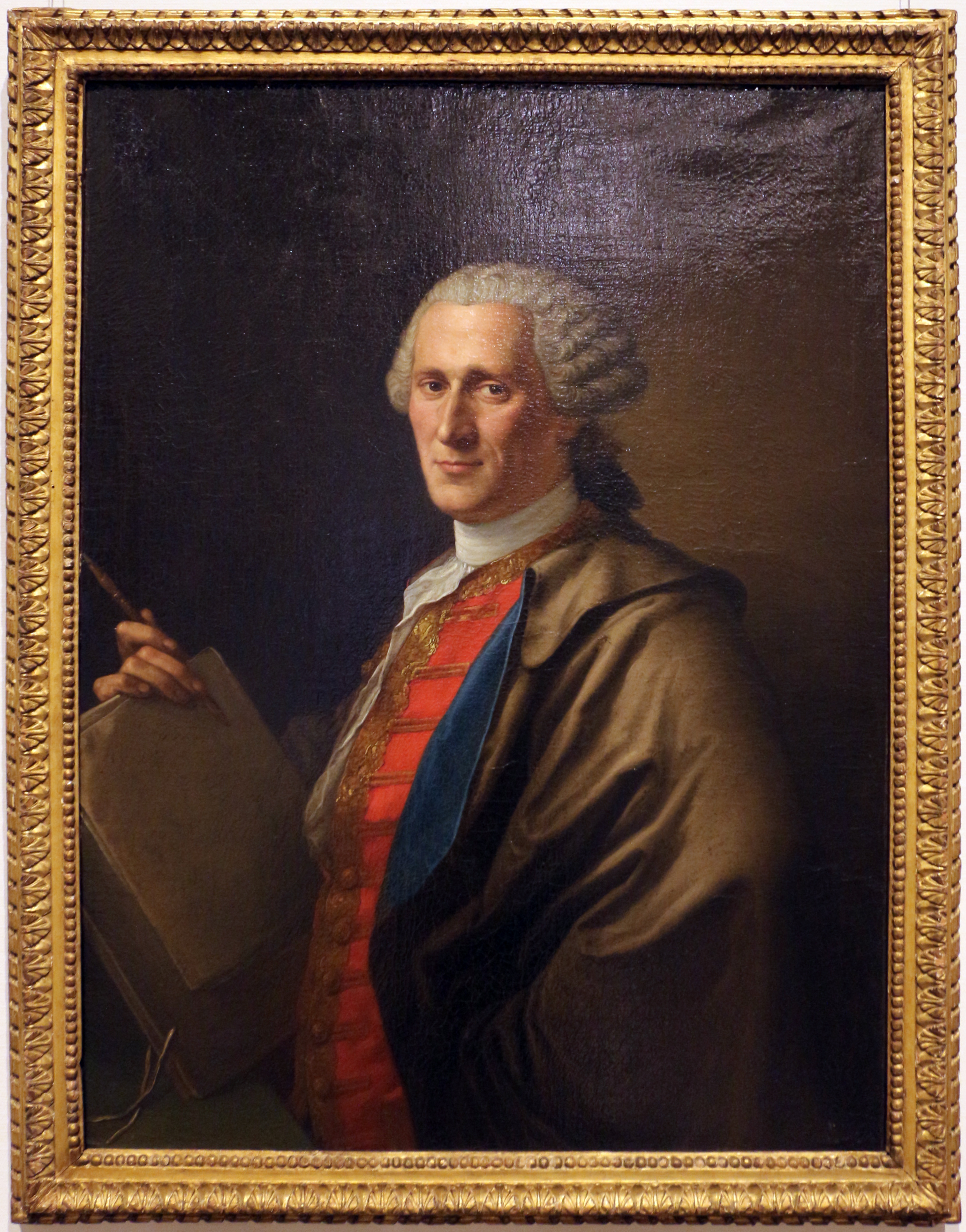
Autoritratto, 1770 circa, Pinacoteca del Castello Sforzesco

Francesco Londonio (Milano, 1723 – Milano, 1783) è stato un pittore italiano.

## Biografia
Francesco Londonio nacque nel 1723 a Milano. Fu allievo di Ferdinando Porta e Giovanni Battista Sassi, assimilando dai propri maestri il tratto elegante nella pittura, viaggiando in seguito anche a Roma ed a Napoli.
Egli viene ancora oggi ricordato per essere stato tra gli artisti più operosi nel Settecento per le famiglie private milanesi nell'esecuzione di tele di soggetto agreste e pastorale. Egli fu inoltre un valente ritrattista non solo per le casate dell'antica aristocrazia  quali i Borromeo (La collezione Borromeo dell'Isola Bella possiede circa 40 dipinti), ma anche per la nuova nobiltà, quella composta da imprenditori come i Greppi, i Tanzi o i Mellerio.
Egli studiò anche l'arte dell'incisione presso il varesino Benigno Bossi e realizzò tra il 1759 ed il 1782 44 acqueforti aventi per soggetto scene agresti e campagnole, un repertorio di gustosi fotogrammi della vita contadina del Settecento, il tutto corredato da uno stile leggermente arcadico. Dodici di queste vennero dedicate al conte Firmian, governatore del Ducato di Milano.
Una delle sue opere più note a Milano è rappresentata da un presepe composto da una trentina di figure di carta dipinta e ritagliata applicata su cartoncino, realizzato nel 1750 per la Chiesa di San Marco. Un ulteriore presepe su carta, noto alla critica ma mai pubblicato, è entrato a far parte del Museo diocesano di Milano grazie alla donazione di Anna Maria Bagatti Valsecchi ed è stato esposto per la prima volta in occasione del Natale 2018 a Palazzo Pirelli. Formato da una sessantina di figure su carta o cartoncino, fu creato per essere allestito durante le feste natalizie presso la Villa del Gernetto, di proprietà del conte Giacomo Mellerio (1711 - 1782), che vi ospitava il pittore lunghe villeggiature.
Morì a Milano nel 1783.

## Opere
- Mercato di bestiame, 1756, primo dipinto firmato, di collezione privata milanese
- disegni dal vero della costiera napoletana , 1763, Biblioteca Ambrosiana
- due serie di acqueforti eseguite a Roma e Napoli
- Due pastori con pecore e asini del Castello Sforzesco e il Ragazzo in groppa a un asino con gregge datati "Roma 1763"
- un complesso di 21 dipinti a soggetto pastorale per la decorazione di una sala del palazzo Grianta a Milano, 1762, parzialmente conservati alla Pinacoteca di Brera.
- ciclo di 24 tele di soggetto pastorale e agreste destinato alla villa Alari a Cernusco sul Naviglio (Milano), tra il 1762 e il 1766
- serie di tele per la villa del Gernetto di Lesmo (Milano) del conte Giacomo Mellerio
- Autoritratto del Castello Sforzesco, 1763

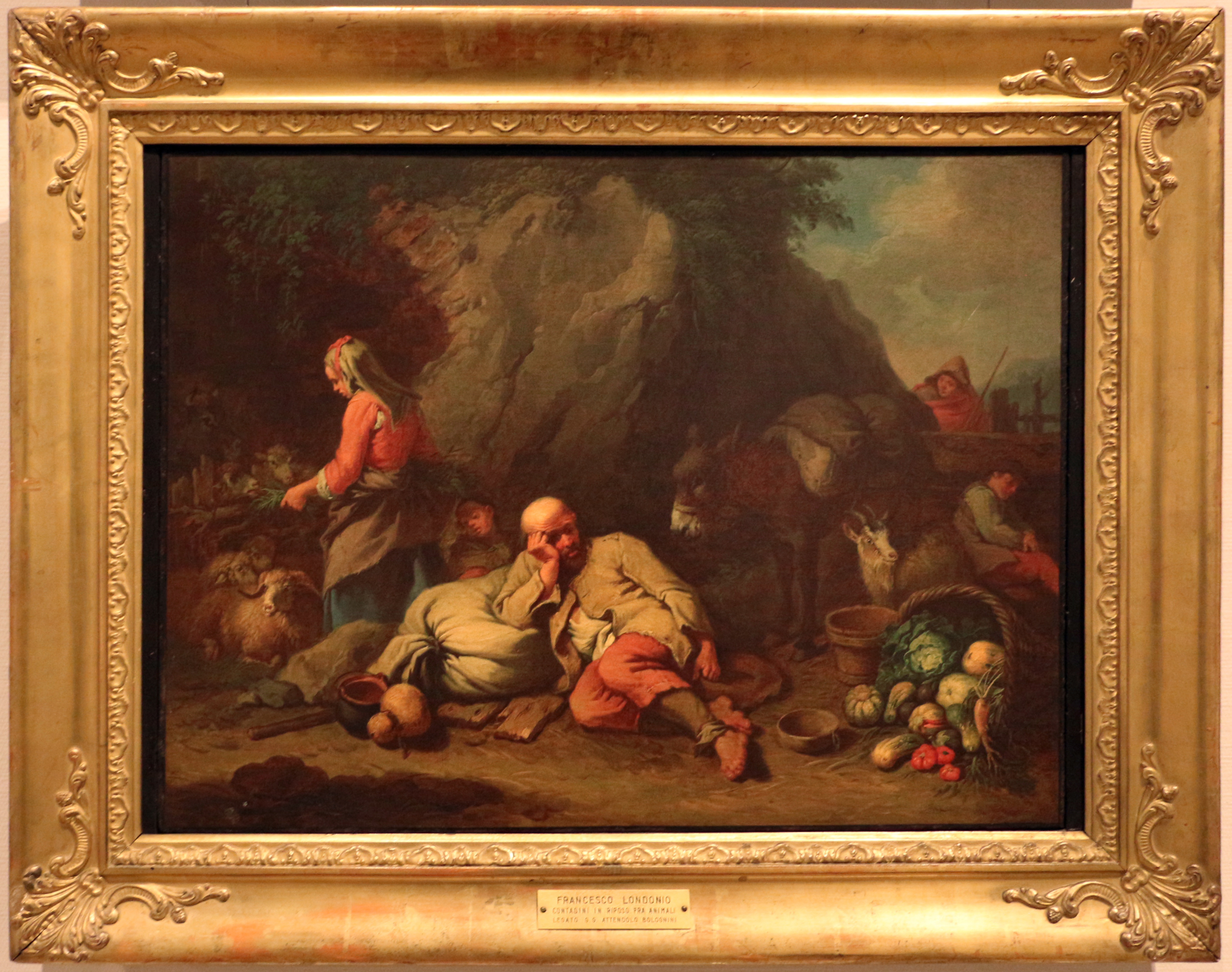
Due contadini in riposo accanto al bestiame, 1765 circa,  Pinacoteca del Castello Sforzesco
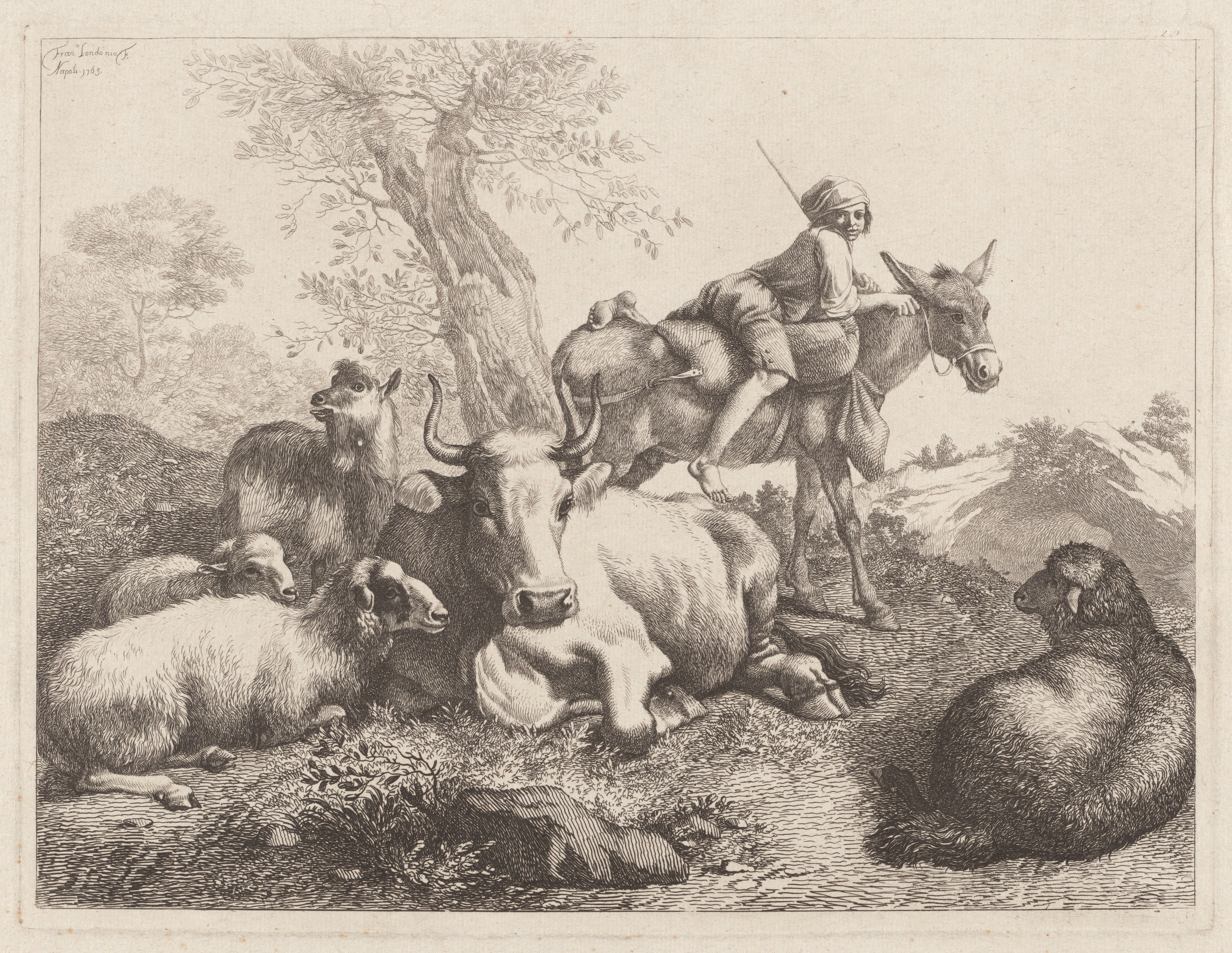
Ragazzo sull'asino, National Gallery of Art (Washington, D.C.)
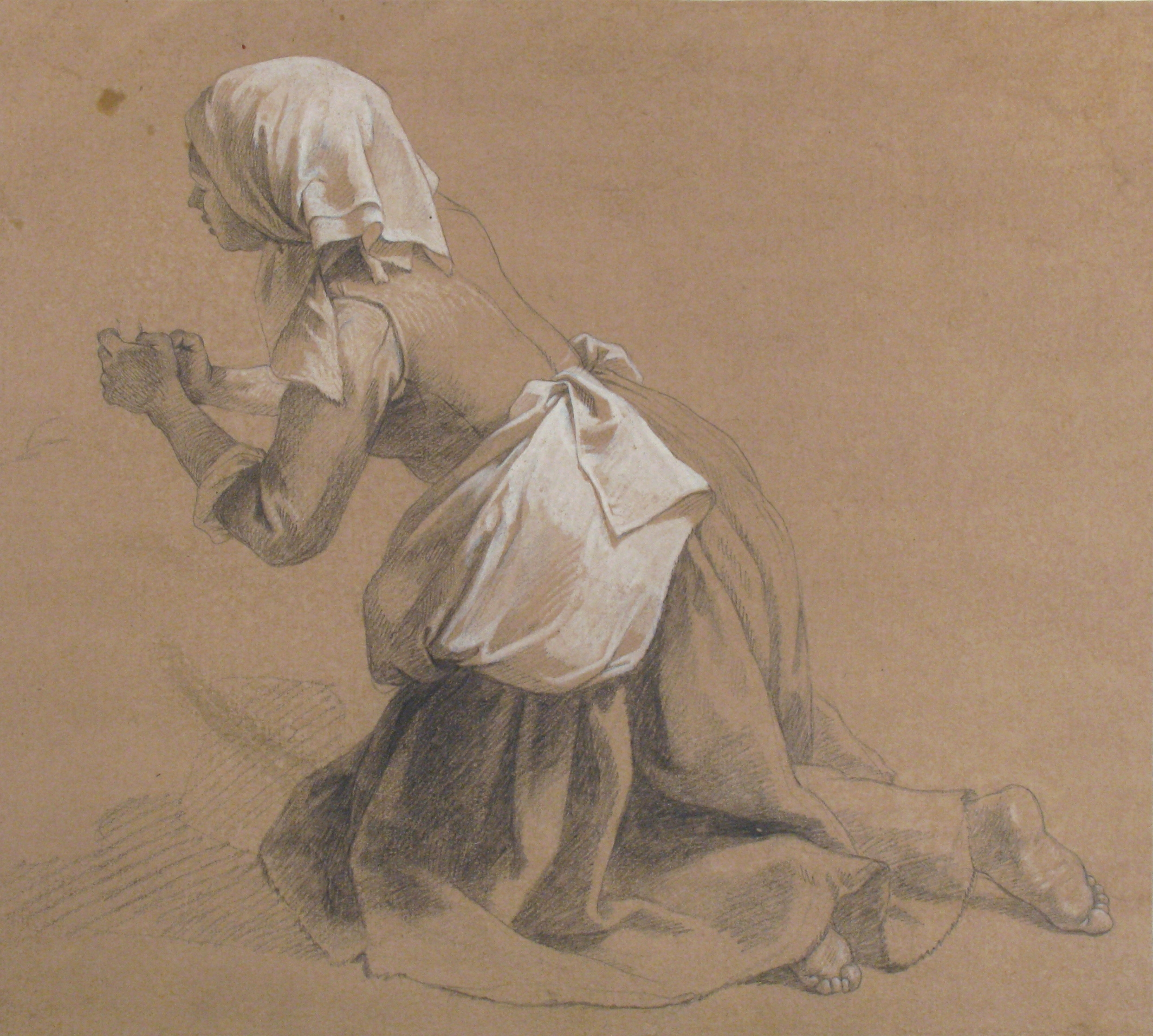
Mungitrice, Metropolitan Museum of Art
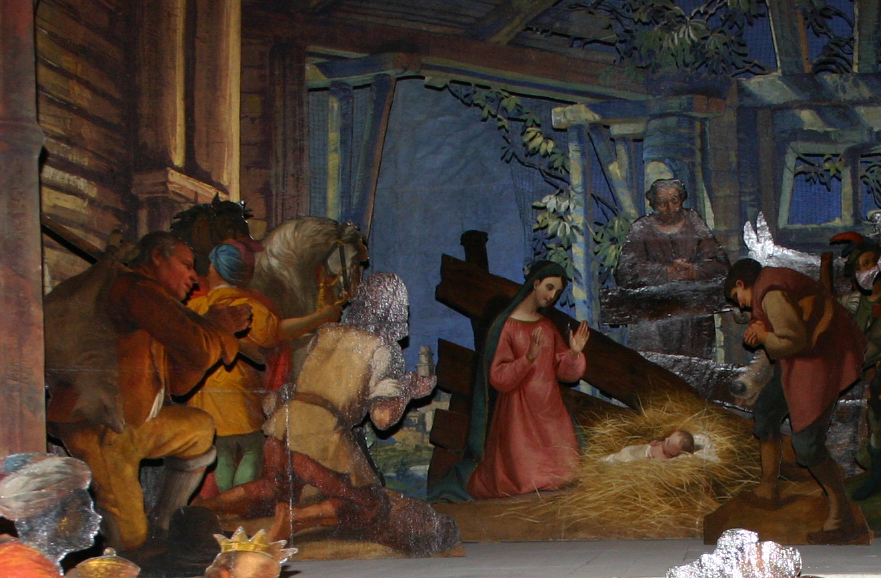
S. Marco - Presepe